# Liesing (Vienna)
Liesing () è il ventitreesimo distretto di Vienna, in Austria.
Esso è stato formato durante l'Anschluss tedesco dell'Austria, quando la città di Vienna si espanse da 21 a 26 distretti. Quindici distretti della Bassa Austria, attingendo soprattutto alla vecchia giurisdizione amministrativa di Liesing, vennero poi incorporati nel 25º distretto.

## Storia

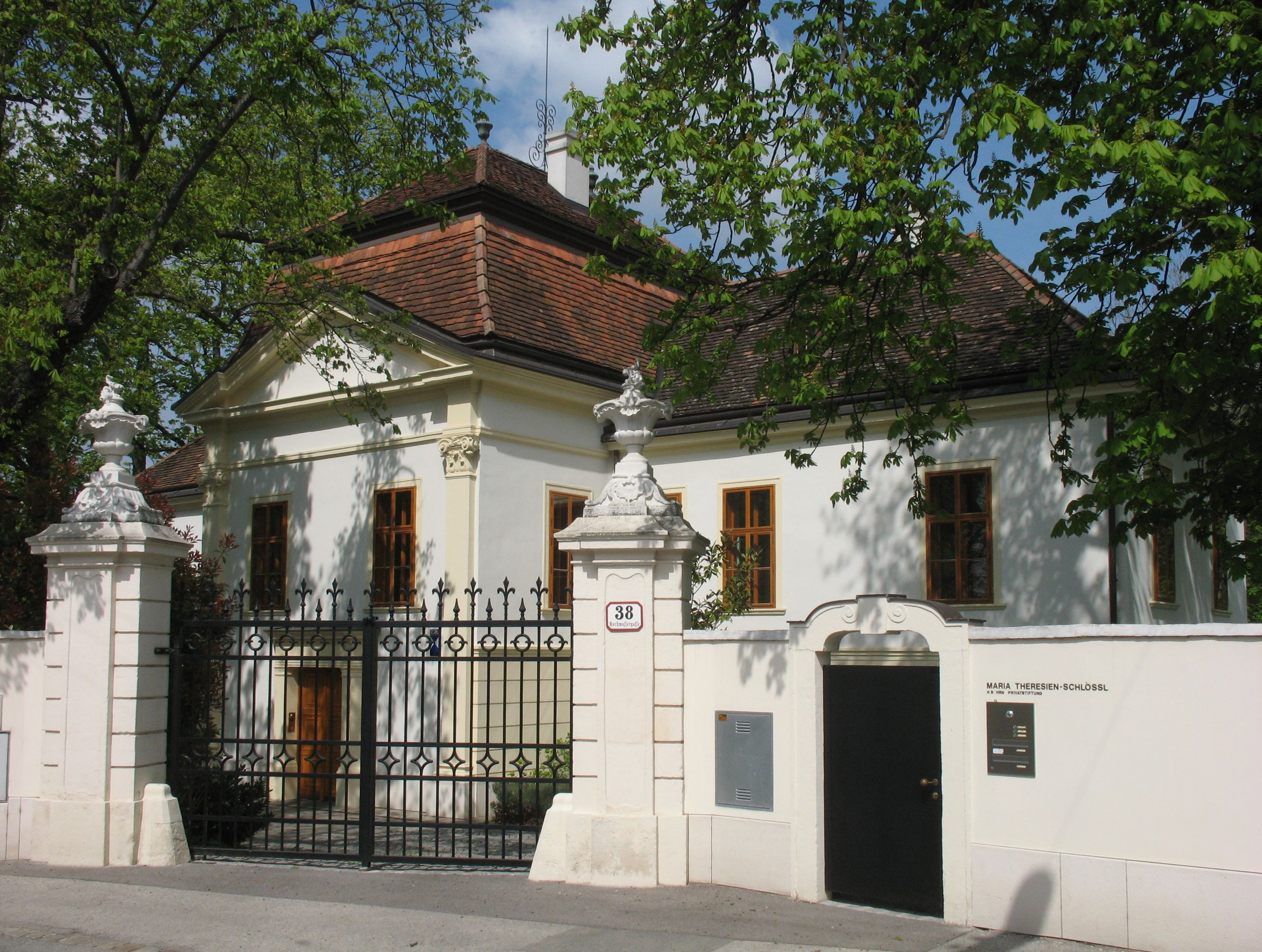
Villa a Inzersdorf

## Politica
| Presidenti dal 1954    | Presidenti dal 1954 |
| ---------------------- | ------------------- |
| Johann Radfux (SPÖ)    | 1954-1962           |
| Reinhold Suttner (SPÖ) | 1962-1968           |
| Hans Lackner (SPÖ)     | 1968-1983           |
| Heinrich Haberl (SPÖ)  | 1983-1988           |
| Johann Wimmer (SPÖ)    | 1988-1995           |
| Manfred Wurm (SPÖ)     | 1995-2012           |
| Gerald Bischof (SPÖ)   | 2012-               |